# Panthauma egregia
Panthauma egregia är en fjärilsart som beskrevs av Otto Staudinger 1892. Panthauma egregia ingår i släktet Panthauma och familjen Pantheidae. Inga underarter finns listade i Catalogue of Life.